# Sunny Skies
Sunny Skies is een Amerikaanse muziekfilm uit 1930 onder regie van Norman Taurog.

## Verhaal
De student Jim Grant is een succesvol atleet. De kamergenoot van Jim is de onhandige en verlegen Benny Krantz. Jim wordt gediskwalificeerd, wanneer hij zakt voor zijn examens. Als Benny ernstig gewond raakt tijdens een feestje, redt Jim zijn leven met een transfusie. 

## Rolverdeling
| Acteur            | Personage    |
| ----------------- | ------------ |
| Benny Rubin       | Benny Krantz |
| Marceline Day     | Mary Norris  |
| Rex Lease         | Jim Grant    |
| Marjorie Kane     | Doris        |
| Harry Lee         | Papa Krantz  |
| Wesley Barry      | Sturrle      |
| Greta Granstedt   | Meisje       |
| Robert Livingston | Dave         |
| James Wilcox      | Smith        |
| Eddy Chandler     | Trainer      |

## Filmmuziek
- Wanna Find a Boy
- Must Be Love
- You for Me
- So Long / Sunny Days
- The Laugh Song